# Visioni di frate Agostino e del vescovo di Assisi
Le Visioni di frate Agostino e del vescovo di Assisi è la ventunesima delle ventotto scene del ciclo di affreschi delle Storie di san Francesco della Basilica superiore di Assisi, attribuiti a Giotto. Fu dipinta verosimilmente tra il 1295 e il 1299 e misura 230x270 cm.

## Descrizione e stile
Questo episodio appartiene alla serie della Legenda maior (XIV,6) di san Francesco: "Il ministro, in Terra di Lavoro, infermo e presso alla fine e già da tempo avendo perduto la loquela, gridò e disse: «Aspettami, padre, vengo teco»; e subito spirato, seguì il santo padre. Oltre a ciò, essendo il vescovo sopra il monte di San Michele arcangelo, vide il beato Francesco che gli diceva: «Ecco che salgo in cielo»; e in tale ora fu così trovato." 
Il tema riguarda quindi due avvenimenti occorsi contemporaneamente alla morte di Francesco, ovvero l'apparizione di quest'ultimo all'infermo frate Agostino e al vescovo Guido d'Assisi, sul Gargano. 
Particolarmente complessa è l'architettura della chiesa nella quale è collocata la scena, con una sorta di tripla navata gotica sorretta da archi rampanti, entro la quale è collocato il giaciglio di frate Agostino, che si sveglia di soprassalto in preda alla visione circondato dai confratelli. Più esiguo è l'ambiente della stanza del vescovo, in cui si riprende in tema del sogno già utilizzato in scene quali il Sogno delle armi e il Sogno di Innocenzo III.